# Герб Великого Жолудська
Герб Великого Жолудська — офіційний символ села Великий Жолудськ Вараського району Рівненської області. Затверджений рішенням сесії сільської ради від 25 травня 2000 року.
Автор — А. Б. Гречило.

## Опис (блазон)
У синьому полі два золоті жолуді з двома срібними дубовими листочками.

## Зміст
Номінальні символи вказують на одну з версій про походження назви поселення від урочища Жолудного, де нібито збирали жолуддя.